# Monetazione di Aesernia
La monetazione di Aesernia riguarda le monete coniate ad Aesernia, una città del Samnium (l'odierna Isernia), dove nel 263 a.C. fu dedotta una colonia romana. Le monete furono coniate intorno al periodo 263 - 240 a.C., dopo la fondazione della colonia.
Le colonie di diritto latino costituivano entità statali, con magistrati locali, autonomia amministrativa e, in alcuni casi, diritto di battere moneta.
La città era (ed è) situata nell'alta valle del Volturno, fiume che costituiva una via per i contatti e i commerci con la Campania settentrionale.
Alcuni autori ritengono che parte della monetazione della guerra sociale possa essere stata coniata nello stesso centro.

## Catalogazione
Per la monetazione di Aesernia non è stato pubblicato alcun testo specifico.
La più ampia trattazione la si trova nel libro di Arthur Sambon dal titolo Les monnaies antiques de l'Italie, edito a Parigi nel 1903. Al contrario di quanto lascia supporre il titolo, il libro tratta solo parte dell'Italia antica, praticamente l'Italia centrale e la Campania. Le monete pertinenti a Aesernia sono numerate dal 175 al 189. Nei cataloghi si può trovare quindi un riferimento del tipo Sambon seguito dal numero.
Un'analisi meno approfondita, ma comunque sufficientemente valida, è quella presente in Historia Nummorum Italy, pubblicato in Gran Bretagna nel 2001 a cura di un gruppo di numismatici coordinato da Keith N. Rutter. Questo testo distingue solamente i tipi principali. Nei cataloghi si può trovare un riferimento del tipo HN o HN Italy seguito dal numero:
- 429 per la moneta con la testa di Minerva,
- 430 per quella con la testa di Vulcano,
- 431 per quella con Apollo e il toro.

Altre fonti di catalogazione sono le Sylloge Nummorum Graecorum. In genere sono usate le più recenti o più diffuse, come quella dell'American Numismatic Society, quella di Copenaghen e quella di Francia. Per i bronzi è anche usata la Sylloge della collezione Morcom, una collezione di bronzi dell'occidente greco, con sede in Gran Bretagna. Nei cataloghi si può trovare un'indicazione abbreviata della Sylloge, del tipo ANS, Cop., France o Morcom seguita dal numero della moneta raffigurata.

## Contesto storico
Come tutte le altre città dell'Italia centro meridionale, essa fu sotto il dominio sannita fin dal V secolo a.C.
Le prime notizie certe sulla città si ebbero nell'anno 295 a.C., durante le guerre sannitiche, quando era già caduta nelle mani dei Romani).
La posizione della città si dimostrò subito strategicamente molto importante per le mire espansionistiche di Roma, costituendo la porta d'accesso del Sannio. Dopo le prime vittorie, i romani posizionarono loro colonie in punti strategici lungo i confini con i territori sanniti; una di queste colonie fu insediata proprio ad Aesernia nel 264 a.C.
La città è nuovamente menzionata nel 209 a.C. come una delle diciotto colonie che rimasero fedeli a Roma nel periodo più difficile della seconda guerra punica.

## Contesto monetario
Nel periodo tra la prima e la seconda guerra punica, in un gruppo di città legate a Roma, appaiono nuove monete con caratteristiche simili.
Si tratta di monete di bronzo che presentano due tipologie, simili nello stile alle monete romane dello stesso periodo:
- la prima presenta al dritto la testa di Apollo volta a sinistra e al rovescio un toro androprosopo, cioè un toro con volto umano, passante verso destra e con la testa di fronte, identico a quello della monetazione di Neapolis dello stesso periodo;
- la seconda presenta al dritto la testa di Minerva con elmo corinzio e al rovescio un gallo stante.

Alcune di queste città coniarono esclusivamente le monete con Apollo, altre solo quelle con Minerva e altre entrambe.
Oltre alle tipologie citate, alcune delle città coniarono anche dei didracmi di piede campano e anche altre monete enee (cioè di bronzo) con tipi diversi.
Le città sono tutte situate nel Latium adiectum, nella Campania e nel bacino del Volturno.
| Zecca                                               | Apollo          | Minerva        | Didramma       | Altro bronzo         |
| --------------------------------------------------- | --------------- | -------------- | -------------- | -------------------- |
| Aesernia                                            | × (S. 175-182)  |                |                | × (S. 183 / 184-189) |
| Aquinum                                             |                 | × (S. 166-170) |                |                      |
| Caiatia                                             |                 | × (S. 974-976) |                |                      |
| Cales                                               | × (S. 919-967)  | × (S. 916-918) | × (S. 885-915) |                      |
| Compulteria                                         | × (S. 1066-73)  |                |                |                      |
| Suessa                                              | × (S. 877-884)  | × (S. 873)     | × (S. 852-869) | × (S. 870-872)       |
| Teanum Sidicinum                                    | × (S. 989-1002) | × (S. 1004)    | × (S. 977-988) | × (S. 1003)          |
| Telesia                                             |                 | × (S. 174)     |                |                      |
| Tra parentesi la catalogazione secondo Sambon, 1903 |                 |                |                |                      |

Le città hanno in comune, oltre ai tipi, anche le monete e alcuni segni identificativi, come la ricorrente sigla ΙΣ. Anche i simboli usati per distinguere le singole emissioni tendono a sovrapporsi, almeno per le città con un più cospicuo numero di emissioni. I simboli usati sono sovrapponibili in larga parte anche con quelli delle monete coeve di Neapolis e di Roma.
Queste coincidenze, la contemporanea presenza di monete di queste città, nei tesori che ci sono giunti, accanto a quelle di Neapolis e Roma, le congruità stilistiche ed altro, hanno spinto gli studiosi a ipotizzare una qualche forma di circolazione comune e l'esistenza di un'autorità comune per il controllo della monetazione.

## Monete
Le monete note di Aesernia sono tutte di bronzo e presentano tre tipi:
1. Apollo / toro androprosopo
2. Minerva / aquila
3. Vulcano / Giove.

Il primo tipo è in comune con quelli emessi dai centri della Campania settentrionale nello stesso periodo. Il tipo con Vulcano e quello con Minerva sono invece specifici di questa comunità.
Si tratta in ogni caso di monete fiduciarie, cioè di monete il cui valore non è determinato dal contenuto di metallo.
Queste monete sono presenti, oltre che in altri, nel tesoro ritrovato a Pietrabbondante (Bovianum Vetus) e descritto da Gabrici. Il ritrovamento è schedato come IGCH (Inventory of Greek Coin Hoards) 1986, Noe 816, e Crawford RRCH 24.
È così grande, a mio avviso, l'importanza di questo ripostiglio, che io stimo necessario fare un'estesa relazione, toccando quei punti della storia monetale e politica della Campania, che da esso ricevono luce.»
(Ettore Gabrici)
Nell'elenco delle monete ci sono 13 bronzi di Aesernia e i bronzi di alcune delle città già citate: Roma, Aquinum, Cales, Neapolis, Nola, Suessa, Teanum Sidicinum.
Il ritrovamento è importante perché alcune monete di Neapolis sono battute su monete di Cales e su monete di Aesernia.
(Ettore Gabrici)

### Minerva
Questo gruppo è catalogato come HN Italy 429 o come Sambon 183.
Le monete presentano al dritto la testa della dea Minerva volta a sinistra, che indossa un elmo corinzio, decorato con un serpente. Dietro la dea è raffigurato una clava e davanti è riportato l'etnico, in questo caso AISERNIO.
Al rovescio è raffigurata un'aquila che afferra con gli artigli un serpente.
Il tipo della testa di Minerva è simile a quello dello statere di Cales. Il tipo dell'aquila che combatte con un serpente si trova anche nella monetazione di Hipponium del IV secolo a.C..
Di questo tipo Sambon non presenta varianti; identifica solo differenze nello stile delle lettere usate per l'etnico.

### Vulcano
(Barclay Vincent Head, Historia Numorum.)
Questo tipo presenta al dritto la testa del dio Vulcano che indossa un pileo cinto da corona. Dietro sono raffigurate le tenaglie, simbolo del dio, e davanti la legenda VOLCANOM con l'alfabeto latino.
Il tipo con la testa di Vulcano che indossa il pileo laureato è presente in un sestante e in un triente di Populonia (HN Italy 188 e 195). Anche in quella di Ariminum è presente il tipo con Vulcano, ma in questo caso il pileo non ha la corona. Monete con l'immagine di Efesto son comunque presenti nella produzione di molte zecche greche, tra cui quella di Lipara, l'odierna Lipari.

### Apollo
Questo gruppo è catalogato come HN Italy 431. Sambon identifica diverse varianti catalogate da 175 a 182.
Il gruppo presenta al dritto la testa di Apollo, cinta da una corona d'alloro. Dietro alla testa si trova un simbolo: pentagramma o scudo ovale. Avanti la legenda AISERNINO.
Al rovescio è raffigurato un toro androprosopo. Questa creatura rappresenta il dio Acheloo o più in generale una divinità fluviale. Nelle monete di Aesernia, come peraltro in quelle di Neapolis e di altre comunità, una Nike in volo incorona il toro. Sotto il toro si trovano a volte delle lettere: Τ,Ν, ΙΣ. In esergo a volte l'etnico: AISERNINOM con diverse varianti.
Le monete coeve di Neapolis presentano lo stesso tipo, con Apollo al dritto ed il toro al rovescio. Il tipo del toro androprosopo è diffuso nelle monetazioni dell'area come ad esempio quelle di Cales, Suessa, Teanum Sidicinum o Cubulteria. Tutte queste monete del tipo Apollo/toro sono influenzate da quelle di Neapolis.
Le lettere ΙΣ, già viste, sono presenti anche nelle altre monete dell'area (Compulteria, Cales, Neapolis, etc.) e sono considerate come indicative di una stretta cooperazione nella produzione delle emissioni. Alcune monete di Neapolis, datate circa 255 a.C., che presentano gli stessi tipi, risultano riconiate sopra monete di Aesernia del tipo Vulcano/Giove.
Sambon distingue le otto varianti in base alle lettere presenti tra le gambe del toro e alla grafia dell'etnico.

## Ritrovamenti
Thompson et al. riportano 4 ritrovamenti di tesori.
| IGCH | Località            | Data ritrovamento | Data seppellimento (a. C.) | Quantità monete di Aesernia | Altre monete                                  |
| ---- | ------------------- | ----------------- | -------------------------- | --------------------------- | --------------------------------------------- |
| 1986 | Pietrabbondante     | 1899              | 265-60                     | 13 Æ                        | 17 aes grave e 162 Æ romano-campane e campane |
| 1995 | Morino              | 1830 ca.          | 240-30                     | "molte" Æ                   | "molte" Æ romano-campane e campane            |
| 2005 | Italia              | 1862              | 230 ca.                    | 2                           | Æ "alcune" romano-campane e "molte" campane   |
| 2035 | Castagneto (Teramo) | 1912              | III secolo a.C.            | 3                           | Neapolis, Teanum, Roma                        |

## Legende ed epigrafia
Le legende sono di due tipi: VOLCANOM e l'etnico scritto in vari modi: AISERNINOM, AISERNIM, AISERNIO e AISERNINO.
Per l'etnico l'alfabeto usato è quello latino. Differenze rispetto alla grafia moderna sono rilevabili nella forma delle seguenti lettere:
- La lettera "L" di VOLCANOM ha una forma arcaica simile alla forma della corrispondente lettera etrusca, con il tratto orizzontale volto in alto ().
- La lettera "A" in AISERNINO si presenta in forma arcaica con il tratto orizzontale inclinato in basso ().
- La lettera "O" a volte si presenta aperta in basso.
- La lettera "S" in alcune monete è scritta come .

## Pesi e leghe
L'unica lega utilizzata è il bronzo ed il valore delle monete non è legato al loro contenuto in metallo; di conseguenza la variabilità è relativamente alta. Rutter et al. riportano i pesi minimi e massimi in grammi dei vari tipi:
| Tipo    | minimo | massimo |
| ------- | ------ | ------- |
| Minerva | 6,5    | 8,3     |
| Vulcano | 4,5    | 8,5     |
| Apollo  | 4,4    | 6,5     |

### Collezioni
- (EN) Joan E. Fisher (a cura di), SNG American Numismatic Society, Part 1: Etruria-Calabria, New York, American Numismatic Society, 1969.
- (EN) Willy Schwabacher - Niels Breitenstin (a cura di), SNG Copenhagen, Vol. One: Italy, Sicily, Copenhagen, Danish National Museum, 1981.
- (FR) Anna Rita Parente (a cura di), SNG France, Vol. 6, Part 1: Italie (Étrurie-Calabre), Parigi, Bibliotèque Nationale de France / Numismatica Ars Classica, 2003, ISBN 2-7177-2232-7.